# Besko
Pour la gmina, voir Besko (gmina).
Besko est une localité polonaise, siège de la gmina de Besko, située dans le powiat de Sanok en voïvodie des Basses-Carpates.